# Leiostyla corneocostata
Leiostyla corneocostata é uma espécie de gastrópode  da família Pupillidae.
É endémica de Portugal.